# ساكن امصحران (الوضيع)

تعديل مصدري - تعديل

ساكن امصحران هي إحدى قرى عزلة  الوضيع بمديرية الوضيع التابعة لمحافظة أبين، بلغ تعداد سكانها 76 نسمة حسب تعداد اليمن لعام 2004.